# Declana crassitibia
Declana crassitibia är en fjärilsart som beskrevs av Edward Meyrick 1883. Declana crassitibia ingår i släktet Declana och familjen mätare. Inga underarter finns listade i Catalogue of Life.